# Lélio
Pour les articles homonymes, voir Lélio (homonymie).

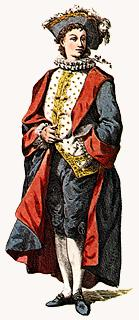
Lélio. (Maurice Sand, Masques et bouffons (comédie italienne), 1860.)

Lélio est un personnage type de la commedia dell'arte.
Le personnage de Lélio est celui de l’amoureux heureux, aimé de celle qu’il aime (souvent Isabella), toujours aimable, gai, de bonne humeur, avec une pointe de comique.
Ce caractère fut tenu à Paris par divers artistes, notamment par Luigi Riccoboni, qui y obtint de grands succès mérités par son talent, sa grâce, son élégance et son heureuse physionomie, ainsi que par son fils Antoine-François Riccoboni, dit « Lélio fils ».
Molière a introduit la figure de Lélio (Lélie) dans deux de ses comédies,L'Étourdi et Le Cocu imaginaire. Marivaux l’a employé dans La Surprise de l'amour, Le Prince travesti, La Double inconstance et La Fausse Suivante ou le Fourbe puni. Dans cette dernière pièce, Lélio est un prétendant calculateur, personnage qui s'éloigne de l'amoureux heureux de la Commedia.
Étant d'un rang aristocratique, sa tenue est très recherchée, comme un habit de cour.

## Sources
- Arthur Pougin, Dictionnaire historique et pittoresque du théâtre et des arts qui s’y rattachent, Paris, Firmin-Didot, 1885, p. 468-9.